# 哈里·科尼克
哈里·科尼克（英語：Harry Cornick；1995年4月9日—）是一位英格蘭足球運動員，在場上司職邊鋒或前鋒。現效力於英冠俱樂部布里斯托城，曾效力伯恩茅斯、哈雲特。

## 榮譽

### 俱樂部
卢顿
- 英格蘭足球甲級聯賽冠軍：2018–19賽季

## 外部連結
- 足球数据库：哈里·科尼克的球员统计数据
- Soccerway資料庫：哈里·科尼克